# Un art de vivre
 (septembre 2016).
Si vous disposez d'ouvrages ou d'articles de référence ou si vous connaissez des sites web de qualité traitant du thème abordé ici, merci de compléter l'article en donnant les références utiles à sa vérifiabilité et en les liant à la section « Notes et références ».

Un art de vivre est un essai d'André Maurois publié en 1939.

## Résumé
André Maurois  définit l'art de vivre comme résultant:
- en premier d'un art de penser juste et clairement, pour donner toute sa force à l'intelligence,
- ensuite d'un art d'aimer, ce qui permet aux personnes ainsi transfigurés d'être heureux,
- puis d'un art de travailler, la maitrise de son métier étant également source de bonheur,
- pour suivre d'un art de commander, qui sublime ce qu'il y a de meilleur dans l'homme par les vertus qu'il exige,
- enfin d'un art de bien vieillir.

## Éditions
- Plon, Paris, 1939, 243 p.[2]